# Ralph Bornhöft

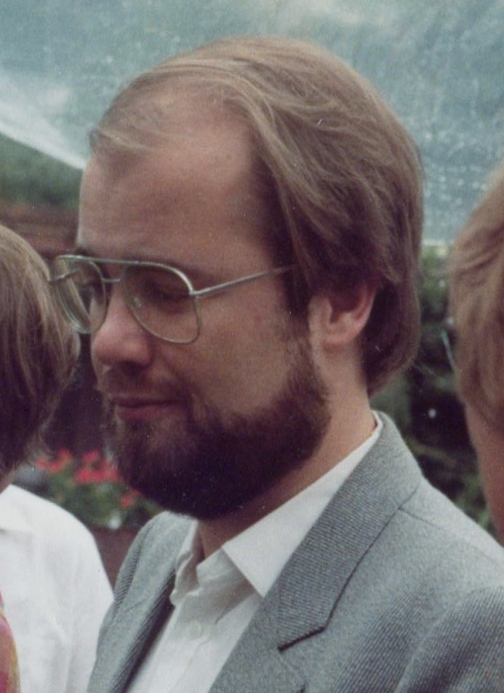
Ralph Bornhöft (1989)

Ralph Bornhöft (* 8. November 1953 in Malmö) ist ein deutscher Politiker (SPD), Beamter und Verwaltungsjurist.

## Leben
In Schweden geboren, kam Bornhöft 1967 nach Hamburg und besuchte dortige Schulen. 1974 erlangte er das Abitur und begann 1975 ein Studium der Rechtswissenschaft an der Universität Hamburg, das er 1981 abschloss. Noch im gleichen Jahr legte er das Assessorexamen ab. Nach Ableistung des Zivildienstes war er zunächst Rechtsanwalt und wurde im Mai 1983 Persönlicher Referent der Zweiten Bürgermeisterin Helga Elstner. 1984 wurde er in das Beamtenverhältnis übernommen und war ab dem Folgejahr als Rechtsreferent (Oberregierungsrat) im Bezirksamt Wandsbek tätig. Er war außerdem Geschäftsführer des Verlags Der Fuhlsbüttler.
Bornhöft, der 1972 der SPD beigetreten war, gehörte von 1978 bis 1982 dem Ortsausschuss Fuhlsbüttel an und war von 1982 bis 1986 Abgeordneter der Bezirksversammlung in Hamburg-Nord. 1985 übernahm er den Vorsitz des SPD-Distrikts Fuhlsbüttel. Im September 1987 wurde er als Nachrücker Mitglied der Hamburgischen Bürgerschaft (13. Wahlperiode), schied am 1. Juni 1988 aus und rückte am 6. September 1989 wieder nach. Dabei übte er jeweils als nächstberufener Bewerber das Bürgerschaftsmandat eines Senators aus. Nach der Bürgerschaftswahl 1991 war er bis zu seiner Mandatsniederlegung am 2. Januar 1992 Bürgerschaftsabgeordneter. Mitte der 2000er Jahre war er Schatzmeister des SPD-Kreisverbandes Hamburg-Nord.
Bornhöft arbeitete als Beamter in der Hamburger Behörde für Inneres und Sport. Er leitete ab 1992 zwanzig Jahre lang das Einwohner-Zentralamt. Bereits 1994 forderte der CDU-Landesvorsitzende Dirk Fischer nach Korruptionsvorwürfen gegen Mitarbeiter des Zentralamtes seinen Rücktritt. Nach umstrittenen Entscheidungen bei der Abschiebung von Ausländern wurde er 2012 in das Amt für innere Verwaltung und Planung versetzt. Nach seinem Ruhestand ließ er sich als Rechtsanwalt in Fuhlsbüttel nieder. Ehrenamtlich ist er Vorsitzender des Kulturvereins „Backstube Fuhlsbüttel“.